# اللواء 11 مشاة (اليمن)
اللواء 11 مشاة هو لواء مدرع يمني كان يتبع اليمن الجنوبي بأسم لواء حسان وعند قيام حرب 1986 في جنوب اليمن أنضم اللواء إلى الشمال وأصبح خامس لواء عسكري تابع لسلاح الفرقة الأولى مدرع .

## التسمية
| الاسم          | بداية | نهاية | ملاحظة |
| -------------- | ----- | ----- | ------ |
| لواء حسان      |       | 1986  |        |
| اللواء الخامس  | 1986  |       |        |
| اللواء 11 مشاة |       | حالياً |        |